# 逗子市立池子小学校
逗子市立池子小学校（ずししりつ いけごしょうがっこう）は、神奈川県逗子市池子にある公立小学校。

## 概要
1960年代以降の高度経済成長に伴い、逗子においても山田市政のもとで、従来の別荘地といったイメージから大都市のベッドタウン化を推進したため人口が急増していった。これにより池子地区から逗子市立逗子小学校に通学する児童が増えたため、池子地区に居住する児童を対象とした逗子市内5校目の小学校を設置することとなった。
1974年の開校時の児童数は544名であり、1981年のピーク時には821名の児童が通学したが、逗子市の少子化により近年の児童数は260名前後となっている。

## 沿革
出典
- 1979年（昭和49年）
  - 4月1日 - 逗子市立逗子小学校校舎一部に併設開校。逗子市立池子小学校と称する
  - 5月7日 - PTA設立準備委員会発足
  - 5月27日 - 新校舎に移転
  - 6月14日 - 開校記念式挙行
- 1975年（昭和50年）1月27日 - 校章制定、校歌制定
- 1984年（昭和59年）6月9日 - 創立10周年記念式典挙行（記念植樹）
- 1995年（平成7年）2月1日 - 創立20周年記念誌「わたしたちの池子」発行

## 学校教育目標
いきいきと 心豊かに

## 福島第一原発事故による放射性物質の拡散
2011年10月7日、逗子市議会議員2名が逗子市内の公立保育園･公立小学校･公立中学校の土壌を採取し、その放射能測定を横浜の同位体研究所に独自に依頼した結果、そのうちの池子小学校正門前の排水溝内から採取した土壌から放射性セシウムが合算値（乾燥換算）で1kgあたり8026ベクレル検出された。
セシウムが検出されたことを受けて上記の市議会議員が逗子市に通報し、逗子市は10月20日に調査にあたった。市議から通報のあった土壌を、土壌からの距離5cmで3回計測したところ、いずれの計測値も毎時0.11μSvと問題のある数値は検出されなかったが、当該土壌は念のために除去された。この通報を受け、11月以降、市内の学校や児童施設、公園等の放射線量測定が強化された。
11月1日、上記の市議の発表によれば、その後の調査で1kgあたり12ベクレルの放射性ストロンチウムが検出されたという報道がなされた。なお、逗子市が文部科学省健康相談ホットラインに問合せをしたところ、1㎏当たり12ベクレルという数値は非常に低い値であり、特に対応の必要はないとのことである。

## 通学区域
出典
- 逗子市池子地区
  - 池子1丁目 - 池子4丁目
  - 池子イケゴヒルズ
    - 池子イケゴヒルズアスカタワー
    - 池子イケゴヒルズイズモタワー
    - 池子イケゴヒルズイセタワー
    - 池子イケゴヒルズカマクラタワー
    - 池子イケゴヒルズキョウトタワー
    - 池子イケゴヒルズナラタワー
    - 池子イケゴヒルズニッコウタワー
    - 池子イケゴヒルズミヤジマタワー

## 進学先中学校
- 逗子市立逗子中学校[7]

## アクセス
出典
- JR横須賀線逗子駅より徒歩14分
- 京急逗子線神武寺駅より徒歩16分